# La Vernia
La Vernia es una ciudad ubicada en el condado de Wilson en el estado estadounidense de Texas. En el Censo de 2010 tenía una población de 1.034 habitantes y una densidad poblacional de 166,83 personas por km².

## Geografía
La Vernia se encuentra ubicada en las coordenadas 29°21′12″N 98°7′34″O / 29.35333, -98.12611. Según la Oficina del Censo de los Estados Unidos, La Vernia tiene una superficie total de 6.2 km², de la cual 6.19 km² corresponden a tierra firme y (0.17%) 0.01 km² es agua.

## Demografía
Según el censo de 2010, había 1.034 personas residiendo en La Vernia. La densidad de población era de 166,83 hab./km². De los 1.034 habitantes, La Vernia estaba compuesto por el 92.46% blancos, el 0.68% eran afroamericanos, el 0.39% eran amerindios, el 0.58% eran asiáticos, el 0% eran isleños del Pacífico, el 3.58% eran de otras razas y el 2.32% pertenecían a dos o más razas. Del total de la población el 21.95% eran hispanos o latinos de cualquier raza.